# Fabian Cortez
Fabian Cortez è un supercriminale mutante immaginario dalla Marvel Comics, avversario degli X-Men. È stato creato da Chris Claremont e da Jim Lee, ed è apparso per la prima volta in X-Men vol. 2 n. 1 dell'ottobre 1991.

## Biografia

### Accoliti
Fabian Cortez creò il gruppo degli Accoliti, che si impegnano ad appoggiare Magneto e la sua causa. Cortez finisce così col manipolare Magneto nel suo scontro con l'umanità e gli X-Men, portando alla distruzione della stazione spaziale di Magneto, l'Asteroide M, e alla morte degli altri Accoliti, inclusa la sorella di Cortez, Anne Marie.
Cortez recluta un gruppo di accoliti che, credendo che Magneto sia morto, lo adorano come una divinità, e seguono Cortez in suo nome. Lanciano così diversi attacchi agli esseri umani, ma Magneto alla fine riemerge, inviando il suo erede prescelto Exodus per informare gli accoliti del tradimento di Cortez. Gli Accoliti cominciano così a considerare Exodus come loro nuovo capo, abbandonando Cortez.

### Legami di sangue
Nell'arco narrativo Legami di sangue Cortez, temendo l'ira di Magneto, fugge a Genosha. Continuando a sostenere di parlare a nome del succitato Magneto, incita la popolazione mutante della nazione a iniziare una guerra civile contro gli umani, il primo caso al mondo della guerra genetica a lungo minacciata tra uomini e mutanti. Con l'aiuto di questi ultimi, Cortez rapisce la nipote di Magneto, Luna, con l'intenzione di usarla come scudo per proteggersi da Magneto, dagli X-Men e dai Vendicatori. A seguito di ciò, Cortez viene apparentemente ucciso da Exodus.

### Ritorno dagli Accoliti
Cortez riappare mesi dopo, affermando di essere sopravvissuto, pur rimanendo gravemente ferito, e torna a far parte degli Accoliti. Tempo dopo i suddetti si divisero in due gruppi, ciascuno alla ricerca di Magneto. Cortez guida uno dei gruppi, ma gli altri membri lo abbandonano durante uno scontro con gli X-Men, avendo capito di essere stati sfruttati da Cortez. 

### Magneto - Dark Seduction
Nell serie Magneto - Dark Seduction Cortez viene reclutato dallo stesso Magneto, al quale le Nazioni Unite hanno ceduto il controllo di Genosha. Dato che lo aveva precedentemente tradito, Magneto lascia che Cortez lo serva su Genosha perché i suoi poteri sono stati ridotti e il potere mutante di Cortez è necessario per aumentare le capacità degli altri mutanti. Dopo un ulteriore tradimento di Cortez, Magneto viene riportato alla sua piena potenza da una macchina e, non avendo più bisogno di Cortez, Magneto lo sposta da Hammer Bay a oltre ottanta chilometri di distanza in meno di 20 secondi, e l'impatto uccide Cortez all'istante. Poco prima della sua morte è stato lasciato intendere che Cortez avesse una connessione col genetista Sinistro, il che spiegherebbe come Cortez sia tornato vivo e vegeto quando tutti lo credevano morto per mano di Exodus.

### Necrosha
Nell'arco narrativo Necrosha Cortez è, assieme a Marco Delgado e Seamus Mellencamp, uno dei tre accoliti, resuscitati da Selene, che danno la caccia a Magneto. Il trio si ritrova a combattere contro Deadpool, ma il virus tecno-organico che si trova all'interno degli accoliti (che ha causato la loro resurrezione) gli impedisce di ucciderli. Alla fine tuttavia Cortez verrà ucciso dalla mutante Loa, obbligata da Deadpool a usare su di lui i propri poteri.
Il virus tecno-organico tuttavia sembra aver riformato Cortez, poiché in seguito appare insieme ai membri degli Upstarts Shinobi Shaw, Siena Blaze e Trevor Fitzroy, iniziando il "gioco" da loro creato tempo fa, nel quale l'obiettivo è uccidere dei mutanti.

### S.W.O.R.D.
Cortez in seguito apparve come membro della S.W.O.R.D. sotto il comando di Abigail Brand. Durante l'attacco di Knull a Krakoa, si unisce ai suoi compagni di squadra della S.W.O.R.D. per difendere l'isola. Quando vide Sole Ardente gravemente ferito, lo guarì e migliorò notevolmente i suoi poteri, ma in seguito Knull li uccise entrambi per le loro trasgressioni contro di lui. È stato poi resuscitato con l'aiuto di Jean Gray.

## Poteri e abilità
Il superpotere mutante di Fabian Cortez consiste nella capacità di aumentare o diminuire i livelli di energia. Nel caso dei mutanti, può potenziare le loro abilità. Può utilizzare questo potere anche contro di loro, aumentando il potere altrui a livelli pericolosi, rendendoli incontrollabili a scapito della loro salute. Questo può portare i corpi altrui a distruggersi fisicamente.

## Altre versioni

### Marvel Zombi
Nella realtà del fumetto Marvel Zombi, Magneto si dirige sulla Terra per salvare chiunque può dalla piaga degli zombi. A Cortez è affidata la supervisione dell'Asteroide M. Il gruppo di Cortez si unisce presto ad altri sopravvissuti, tra cui Forge e Pantera Nera, tuttavia Magneto muore in battaglia contro gli zombi. Successivamente, in Marvel Zombies 2, il figlio di Cortez riprende il controllo della colonia durante una battaglia con zombi dotati di poteri cosmici.

### X-Men Forever
Nella realtà di X-Men Forever, che si svolge poco dopo la fuga degli X-Men dalla distruzione dell'Asteroide M, Nick Fury arruola gli X-Men per aiutarlo a trovare e catturare Cortez. Gli X-Men riescono nell'impresa Cortez, consegnandolo allo S.H.I.E.L.D., dove tuttavia alcuni agenti corrotti lo utilizzano per alcuni esperimenti che quasi lo uccidono. Viene inizialmente salvato da Nick Fury e dagli X-Men, ma poco dopo muore.

### X-Men '92
Cortez appare in alcune storie della serie X-Men '92.

### What If
Cortez appare in alcune storie della serie What If...?, dove vengono viste alcune sue versioni alternative.

## In altri media

### Televisione
Fabian Cortez appare in alcuni episodi della serie animata Insuperabili X-Men, dove è doppiato in italiano da Patrizio Prata nella quarta stagione e da Ivo De Palma nella quinta, mentre in inglese è doppiato da Lawrence Bayne.
Cortez compare inizialmente negli episodi della quarta stagione L'Asteroide M - Prima parte e L'Asteroide M - Seconda parte, dove in un primo momento è rappresentato come molto devoto a Magneto, che rafforza coi propri poteri ma, dopo essersi reso conto che fosse sceso a patti con degli esseri umani, decide di ucciderlo spedendolo nello spazio, facendo ricadere la colpa sugli X-Men, ma a seguito di ciò Cortez viene smascherato.
Compare poi nell'episodio Il quinto cavaliere della quinta stagione, dove è un aiutante di Apocalisse. Quest'ultimo, di cui è rimasta soltanto l'anima, vuole tornare ad avere un corpo, chiedendo a Cortez di trovargli quello di un giovane mutante. Non riuscendo a eseguire l'ordine, Apocalisse decide di utilizzare il corpo dello stesso Cortez.

### Videogiochi
- Fabian Cortez appare in X-Men: Gamesmaster's Legacy.
- Fabian Cortez appare in X-Men 2: Clone Wars.